# Lukas Lerager
Lukas Lerager, född 12 juli 1993, är en dansk fotbollsspelare som spelar för FC Köpenhamn, på lån från italienska Genoa.

## Klubbkarriär
Den 1 februari 2021 lånades Lerager ut från Genoa till FC Köpenhamn.

## Landslagskarriär
Lerager debuterade för Danmarks landslag den 6 juni 2017 i en 1–1-match mot Tyskland, där han byttes in i den 65:e minuten mot Christian Eriksen.